# Chironia
Chironia es un género de plantas con flores perteneciente a la familia Gentianaceae.  Comprende 137 especies descritas y de estas solo 25 aceptadas.

## Taxonomía
El género fue descrito por  Carlos Linneo y publicado en Species Plantarum 1: 189. 1753.  La especie tipo es:  Chironia linoides L.	

## Especies aceptadas
A continuación se brinda un listado de las especies del género Chironia aceptadas hasta marzo de 2014, ordenadas alfabéticamente. Para cada una se indica el nombre binomial seguido del autor, abreviado según las convenciones y usos. 
- Chironia albiflora Hilliard
- Chironia angolensis Gilg
- Chironia arenaria E.Mey.
- Chironia baccifera L.
- Chironia baumiana Gilg
- Chironia decumbens Levyns
- Chironia elgonensis Bullock
- Chironia erythraeoides Hiern
- Chironia fernandesiana Paiva & I.Nogueira
- Chironia flexuosa Baker
- Chironia gratissima S.Moore
- Chironia jasminoides L.
- Chironia katangensis De Wild.
- Chironia krebsii Griseb.
- Chironia laxa Gilg
- Chironia laxiflora Baker
- Chironia linoides L.
- Chironia melampyrifolia Lam.
- Chironia palustris Burch.
- Chironia peduncularis Lindl.
- Chironia peglerae Prain
- Chironia purpurascens (E.Mey.) Benth. & Hook.f.
- Chironia serpyllifolia Lehm.
- Chironia stokoei Verd.
- Chironia tetragona L.f.